# Selim Hedoui
Selim Hedoui, né le 1er octobre 1983 à Chebba, est un handballeur tunisien jouant au poste d'arrière gauche.
Il a joué pour l'Étoile sportive du Sahel avant d'évoluer au sein du championnat du Qatar.

## Palmarès

### Clubs
- Vainqueur du championnat de Tunisie masculin de handball : 2006, 2007, 2022
- Vainqueur de la coupe de Tunisie masculine de handball : 2008
- Médaille de bronze à la coupe du monde des clubs 2013 ( Qatar)
- Médaille d'or à la Ligue des champions d'Afrique 2014 ( Tunisie)
- Médaille de bronze au championnat arabe des clubs champions 2013 ( Arabie saoudite)

#### Ligue des champions d'Asie
- Médaille d'or à la Ligue des champions d'Asie 2012 ( Qatar)
- Médaille d'or à la Ligue des champions d'Asie 2013 ( Qatar)
- Médaille d'or à la Ligue des champions d'Asie 2014 ( Qatar)

### Équipe nationale

#### Jeux olympiques
- Quart de finaliste aux Jeux olympiques de 2012 ( Royaume-Uni)

#### Championnat du monde de handball
- 4e au championnat du monde 2005 ( Tunisie)
- 11e au championnat du monde 2007 ( Allemagne)
- 17e au championnat du monde 2009 ( Croatie)
- 20e au championnat du monde 2011 ( Suède)
- 11e au championnat du monde 2013 ( Espagne)
- 15e au championnat du monde 2015 ( Qatar)

#### Championnat d'Afrique
- Médaille d'or au championnat d'Afrique 2006 ( Tunisie)
- Médaille d'argent au championnat d'Afrique 2008 ( Angola)
- Médaille d'or au championnat d'Afrique 2010 ( Égypte)
- Médaille d'or au championnat d'Afrique 2012 ( Maroc)
- Médaille d'argent au championnat d'Afrique 2014 ( Algérie)
- Médaille d'argent au championnat d'Afrique 2016 ( Égypte)

#### Autres
- Médaillé de bronze aux Jeux méditerranéens de 2009
- Médaillé de bronze aux Jeux panarabes de 2011 ( Qatar)

### Distinctions personnelles
- Meilleur joueur de la coupe du monde des clubs 2013[3]